# Gymnasium Balingen
Das Gymnasium Balingen ist ein Gymnasium in Balingen. Ende des Jahres 2019 wurden 909 Schüler von ca. 95 Lehrkräften unterrichtet.

## Geschichte

### Die Anfänge
Das Gymnasium Balingen ist heute 50 Jahre alt und bildet das jüngste Kapitel einer viel älteren Geschichte – der Geschichte des Balinger Schulsystems, die bereits um die Zeit der Stadtgründung, also vor über 700 Jahren, begann. In diesen 700 Jahren wurde der „rector scolarum“ zum Schulleiter, die Lateinschule zum Gymnasium.

### Auswirkungen der Reformation
Im Jahre 1534 führte Herzog Ulrich in Württemberg die Reformation ein. Nur wenig später, im Jahre 1539, wurde das Schulwesen durch seinen Nachfolger Herzog Christoph von Grund auf neu geregelt. Lehrplan, Lehreranstellung und Schulaufsicht wurden genau festgelegt und die Schulen dem Staat unterstellt. Der Unterricht war besonders auf das Erlernen von „alten“ Sprachen wie Latein oder Griechisch ausgelegt – naturwissenschaftliche Fächer blieben auch weiterhin außen vor. Außerdem wurden nun überall im Land neue Schulen gegründet, in denen auch das einfache Volk lesen und schreiben lernen sollte, die „Deutschen Schulen“.

### Lehrermangel
Im Jahre 1559 wurden in Balingen 50 Schüler unterrichtet. 1601 waren es bereits 144, darunter 26 Lateinschüler. Noch immer wurde der gesamte Unterricht von einem einzigen Lehrer gestaltet. Um diesen Missstand zu beheben, wurden zwischen 1653 und 1676 dem Balinger Schulmeister drei weitere Lehrer zur Seite gestellt, um die nun insgesamt 200 Schüler zu unterrichten.

### Beruf oder Uni?
Um 1700 wurden die „Balinger Lateinschule“ und die „Deutsche Schule“ fast völlig voneinander getrennt, wodurch sich die Leistungsfähigkeit der Lateinschule wesentlich vergrößerte. Letztere versuchte, ihren Schülern das notwendige Wissen für den Abschluss des Landexamens und den anschließenden Übertritt in eines der evangelischen Seminare zu vermitteln. Dennoch wandten sich die meisten Balinger Lateinschüler nach dem Ende ihrer Schulpflicht nicht dem Studium, sondern einem praktischen Beruf zu, sehr zum Bedauern ihrer Lehrer.  1745 arbeiteten zwei Lateinschüler an der Schule.

### „Das Jahrhundert der Aufklärung“
Die Entwicklung der Technik und die Industrialisierung im 18. Jahrhundert führten dazu, dass um 1793 die Württembergische Schulordnung neben Latein auch Mathematik und die „Realien“ (Erdkunde, Geschichte, Biologie usw.) einführte, um den Erfordernissen der Wirtschaft gerecht zu werden. Hierzu wurden Realschulen gegründet, die fortan mit Schwerpunkt auf den „modernen“ Fächern unterrichten sollten, während sich die Lateinschulen auch weiterhin an der Antike orientierten.
Die Balinger Realschule wurde um 1841 gegründet, um die Balinger Schüler, die später fast alle in Gewerbebetrieben Arbeit fanden, von vornherein auf diese Aufgabe vorzubereiten. In ihr standen nun insbesondere die naturwissenschaftlich-technischen Fächer im Vordergrund. Doch hatte die neue Schule mit Anlaufschwierigkeiten zu kämpfen – die konservativen Balinger schickten ihre Kinder lieber in die Lateinschule –, so dass die Stadtverwaltung bereits erwog, sie wieder zu schließen und die Schüler nach Ebingen zu schicken. Schließlich wurden die Probleme jedoch überwunden, und um die Jahrhundertwende hatte die Realschule mit 71 Schülern die Lateinschule (29 Schüler) betreffs der Schülerzahl weit überflügelt.

### Die Zusammenfassung von Latein- und Realschule
Um 1906 wurden die beiden Balinger Schulen zusammengelegt, ihre Schüler hatten nun gemeinsam Unterricht und waren nur in den Fremdsprachen getrennt, doch selbst diese Trennung wurde mit der Zeit zugunsten von einer gemeinsamen ersten Fremdsprache (französisch) und einer wahlfreien zweiten (Englisch oder Latein) aufgehoben. Außerdem konnte seit 1927 auch in Balingen die Mittlere Reife abgelegt werden. Inzwischen hatte sich die Zusammensetzung der Schülerschaft langsam verändert: Immer mehr Auswärtige aus den umliegenden Dörfern besuchten die Balinger Schule, und seit 1895 waren für die Realschule auch Mädchen zugelassen.

### Der Bau der Sichelschule
Mit dem stetigen Anwachsen der Schülerzahlen wurde auch der Schulraum immer knapper, trotz wiederholten Um- und Ausbaus der vorhandenen Gebäude. Bereits seit 1907 hatte man den Bau eines neuen Schulgebäudes erwogen, 1914 lagen nach einem Architektenwettbewerb die Pläne vor, dann aber wurde der Bau durch den Ausbruch des Ersten Weltkriegs verhindert. Nach dessen Ende wurde 1921 trotz anhaltender Inflation der Bau begonnen. Die Tatsache, dass von zwei völlig gleichen Bauabschnitten der erste ca. 9 Millionen Mark, der zweite über 1,9 Billiarden Mark kostete, zeigt das Ausmaß der damaligen Geldentwertung. Schließlich konnte die neue Sichelschule am 28. Juli 1923 eingeweiht werden. Sie sollte für Jahrzehnte den Anforderungen genügen.

### Raumprobleme
Um das Jahr 1954 wurde der Wunsch laut, in der Balinger Schule eine Oberstufe einzurichten. Es begann ein zäher Kampf um den notwendigen Ausbau, schließlich jedoch konnten 1955 die fehlenden Klassenstufen eröffnet werden, und 1957 wurde in Balingen die erste Abiturprüfung abgelegt. 1958 wurde der Balinger Schule dann nach ihrer Vervollständigung die Bezeichnung „Gymnasium“ verliehen.
Die Erweiterung der Schule aber brachte fast zwangsläufig einen erneuten Raummangel mit sich. Darüber hinaus wuchsen die Schülerzahlen stark an, da sich der Einzugsbereich des Gymnasiums nun auch auf diejenigen Orte ausdehnte, deren Kinder früher von Anfang an Schulen besucht hatten, an denen das Ablegen der Abiturprüfung möglich war.
1961 wurde die Mittelschule und jetzige Realschule eingeführt, wodurch der Schülerstrom zunächst etwas nachließ, sich später aber wieder verstärkte. Auch die Einweihung der Längenfeldschule verbesserte die Lage nicht wesentlich, obwohl dadurch eine große Zahl von Grundschulklassen aus der Sichelschule auszog. Außerdem nahmen die Schülerzahlen weiterhin rapide zu. Dadurch wurde die Gemeinde gezwungen, einen Neubau des Gymnasiums in Betracht zu ziehen.

### Das neue Gymnasium
Am 31. März 1964 wurde im Gemeinderat der Baubeschluss gefasst. In der Folgezeit wurden Vorschläge eingeholt und Gutachten und Pläne in Auftrag gegeben. Schließlich konnte am 31. Mai 1967 der erste Spatenstich erfolgen, die Einweihung fand zwei Jahre später, am 13. September 1969, statt.
Als das Gymnasium in das neue Gebäude einzog, umfasste es 25 Klassen mit 836 Schülern. Dies unterschritt bei weitem die Kapazitäten der neuen Räume – ein ganzer Trakt wurde nicht benötigt und konnte von der Realschule benutzt werden. Doch dann begannen die Probleme, die man nach dem Neubau in Vergangenheit wähnte, das Gymnasium wieder einzuholen: Die Schülerzahlen stiegen rapide. Schließlich reichte selbst der gesamte Neubau nicht mehr aus, man musste einige Klassen in die Realschule und in die Grund- und Hauptschule Frommern auslagern sowie ein ausgeklügeltes, in Teilen bis heute bestehendes Wanderklassensystem einführen, durch das der gesamte zur Verfügung stehende Raum optimal ausgenutzt werden sollte.

### Der Anbau
Obwohl die Schülerzahlen seit dem Höhepunkt im Schuljahr 1981/82 (1453 Schüler) wieder etwas zurückgegangen waren, plante die Stadt Balingen, das Schulgebäude durch einen Anbau zu erweitern, für den eine bisher leerstehende Fläche zwischen oberem Sportplatz und Turnhalle genutzt werden sollte. Bereits in den Sommerferien 1997 wurde mit dem Aushub begonnen. Nach circa einjähriger Bauzeit wurde der Erweiterungsbau zu Beginn des Schuljahres 1999/2000 in Betrieb genommen. Der neue Bauteil beherbergt vor allem Fachräume: zwei Musiksäle, zwei Erdkunderäume und zwei Informatikräume. Die „verwandelbaren“ Musiksäle, die durch Schiebetüren geöffnet werden können, ergeben zusammen mit der Pausenhalle einen Veranstaltungsraum für ca. 300 Personen, der dem Gymnasium schon lange fehlte.

### Mensa und Mediothek
Mit der Umstellung auf das achtjährige Gymnasium ab dem Schuljahr 2004/05 kam es zu einer Erhöhung der Unterrichtszeit für die Schüler, vor allem der Mittelstufe. Zusätzlich wurden immer stärker gesellschaftliche Veränderungen wahrgenommen, die einen Trend zur Ganztagsschule nahelegten. Die Politik reagierte darauf mit dem „Investitionsprogramm Zukunft Bildung und Betreuung“ (IZBB).
Die Stadt Balingen griff diese Idee der Bundesregierung auf und plante für das Schulzentrum Längenfeld eine Mensa und eine Mediothek, um den genannten Entwicklungen Rechnung zu tragen. Neben diesen beiden Hauptnutzungsmöglichkeiten wurden in dem neuen Gebäude ein weiterer Informatikraum und einige Musikübungsräume untergebracht.
Eingeweiht wurde dieses „Juwel für Magen und Hirn“, wie die Presse titelte, im Juli 2008. Kurz danach wurde der langjährige Schulleiter Werner Jessen, der als treibende Kraft bei diesem Projekt bezeichnet werden kann, mit einem gelungenen Schulfest in den Ruhestand verabschiedet.

## Partnerschule des Sports
Seit 1998 ist das Gymnasium Balingen vom Kultusministerium Baden-Württemberg ernannte Partnerschule des Sports. Zudem besteht eine Kooperation mit dem Handballverband Württemberg (HVW), in deren Rahmen einige Leistungssportler und Kaderathleten besondere Betreuung erhalten.

## Profile am Gymnasium Balingen
Seit dem Schuljahr 2018/19 kann am Gymnasium Balingen zwischen fünf verschiedenen Profilen gewählt werden. Eines der folgenden Fächer wird dann ab Klasse 8 vierstündig* unterrichtet:
- Informatik-Physik-Mathematik (IMP)
- Latein
- Naturwissenschaft und Technik (NWT)
- Spanisch
- Sport (*sechsstündig)

## Bekannte Schüler
- Gerd Hurm (* 1958), Amerikanist, Abitur 1977
- Annette Widmann-Mauz (* 1966), Politikerin, Abitur
- Nicole Hoffmeister-Kraut (* 1972), Politikerin, Abitur 1992
- Stephanie Rupprecht (* 1977), Juristin und Autorin, Abitur 1997
- Cornelia Hirsch (* 1980), Politikerin, Abitur 1999
- Felix König (* 1990), Handballspieler, Abitur 2010